# کریستینا روست
کریستینا روست (آلمانی: Christina Rost؛ زادهٔ ۱۴ اوت ۱۹۵۲) بازیکن هندبال اهل آلمان بود.